# جدار القص

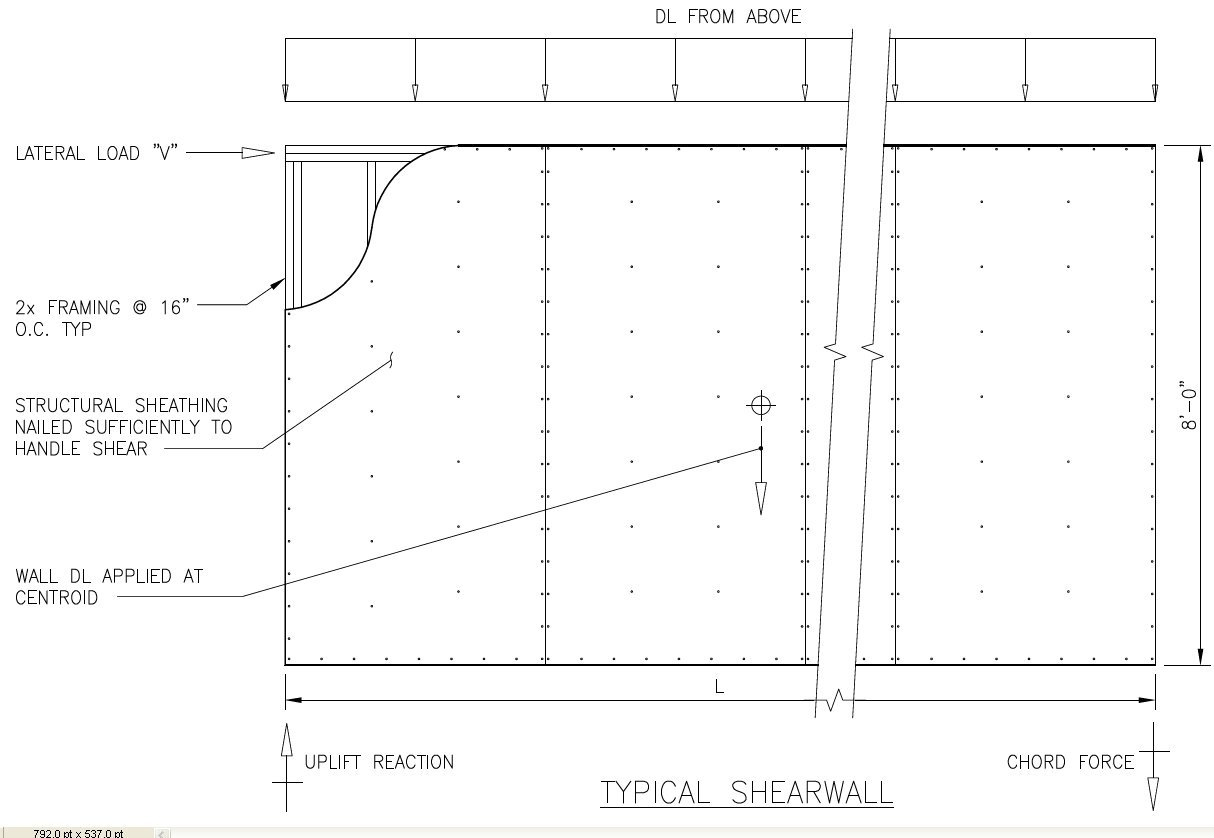
جدار قص خشبي، حيث تظهر ألواح القص.

جدار القص (بالإنجليزية: Shear wall) نظام إنشائي، يتألف من لوحات (معروف باسم لوحات القص) لمواجهة آثار الحمل الجانبي بناء على عدة عوامل، وتستخدم في الأبنية العالية لمقاومة الأحمال الناتجة من دفع الرياح أو من الحركات الزلزالية، إضافة إلى الأحمال الشاقولية الأخرى. قد تكون الجدران مصمتة أو حاوية على فتحات، وذلك حسب الوظيفة المعمارية التي يؤديها الجدار. إن الفتحات تزيد من تعقيد الحمل الإنشائي وخاصة في الحالات التي يكون فيها هذه الفتحات غير متناظرة أو غير متكررة أو غير منتظمة.
مما يبسط طرق الحساب عند اختيار جدران القص، أن تكون هذه الجدران ثابتة السمك على كامل ارتفاع المنشأ المدروس، أو على الأقل ثابتة ضمن طابق أو مجموعة من الطوابق بشكل لايؤثر معه تغيير سمك الجدران على عزوم القصور الذاتي لها. كما يفضل أن تحقق الجدران ما أمكن التناظر في موقعها ضمن المنشأ بحيث تقاوم اللي الناجم عن القوى الأفقية. يجري اختيار الجدران عادة بصورة تحقق الصلابة في الإتجاهات الأربعة وبأطوال على المسقط الأفقي وسماكات تمنع معها التمدد أو التقلص الأفقي في السقوف والناجم عن الإجهادات الحرارية.
في الهندسة الإنشائية، يعتبر جدار القص عنصرًا رأسيًا في نظام مقاومة القوى الزلزالية ويُصمم لمقاومة القوى الجانبية المستوية، والتي عادة ما تكون أحمال الرياح والزلازل. وفي العديد من الولايات القضائية، ينظم كل من قانون البناء الدولي وقانون الإسكان الدولي تصميم جدران القص.
يقاوم جدار القص الأحمال المتوازية مع مستوى الجدار. تنقل عناصر التجميع، والمعروفة أيضًا باسم عناصر الإعاقة، قوى القص في محيط الحواجز الصلبة إلى جدران القص والعناصر الرأسية الأخرى لنظام مقاومة القوى الزلزالية. عادة ما تكون جدران القص ذات طوبار خفيف أو ذات جدران خشبية مغطاة بألواح قص أو جدران خرسانية مسلحة أو جدران طوب خرساني مسلحة أو ألواح فولاذية.
يُعتبر خشب الأبلكاش المادة التقليدية المستخدمة في جدران القص الخشبية، ومع التقدم في التكنولوجيا وأساليب البناء الحديثة، مكّنت الخيارات مسبقة التصنيع الأخرى من حقن دعائم القص في الجدران الضيقة التي تقع على جانبي الفتحة. ثبت أن ألواح القص المصنوعة من الصفائح الفولاذية والفولاذ المدعم في مكان الأبلكاش الإنشائي في جدران القص توفر مقاومة زلزالية أقوى.

## اعتبارات التصميم الإنشائي

### آلية التحميل والقصور
يكون جدار القص أكثر جساءة في محوره الرئيسي منه في المحور الآخر. ويُعد هيكلًا أساسيًا يوفر مقاومة شديدة نسبيًا للقوى الرأسية والأفقية الفعالة التي تؤثر في مستواه. بمقتضى ظروف التحميل المجتمعة هذه، ينشأ عن جدار القص توترات محورية وقص والتواء متوافقة، ما يؤدي إلى توزيع إجهاد داخلي معقد. وبهذه الطريقة، تُنقل الأحمال رأسيًا إلى أساس المبنى. ولذلك، توجد أربع آليات للقصور الحرج. وتنطوي العوامل التي تحدد آلية القصور على الأبعاد الهندسية، والتحميل، وخصائص المواد، والقيود، والتشييد.

### نسبة النحافة
تُعرف نسبة النحافة للجدار بأنها اقتران الارتفاع الفعلي مقسومًا إما على السمك الفعلي أو على نصف قطر التدويم في مقطع الجدار. وهو يرتبط إلى حد كبير بحد النحافة الذي يُعد الفاصل بين العناصر التي تُصنف على أنها «نحيفة» أو «ممتلئة». تكون الجدران النحيفة عرضة لأنماط قصور الانبعاج، بما في ذلك انبعاج أويلر في المستوى بسبب الضغط المحوري، وانبعاج أويلر خارج المستوى بسبب الضغط المحوري والانبعاج الالتوائي الجانبي بسبب عزم الالتواء. أثناء عملية التصميم، يحتاج المهندسون الإنشائيون إلى مراعاة جميع أوضاع القصور هذه لضمان سلامة تصميم الجدار في ظل أنواع مختلفة من ظروف التحميل المحتملة.

### تأثير الازدواج لجدران القص
في الأنظمة الإنشائية الفعلية، قد تعمل جدران القص كنظام مزدوج بدلًا من الجدران المنعزلة وفقًا لترتيباتها وروابطها. يمكن اعتبار لوحتين متجاورتين في الجدار مزدوجتين عندما تنقل منطقة الاتصال قوى القص الطولي لمقاومة وضع التشوه. ينشأ هذا الجهد كلما تعرض أحد الأقسام لإجهاد تشوه انعطافي أو مقيد، ويعتمد حجمه على جساءة عنصر الاقتران. وبناءً على هذه الجساءة، سيقع أداء الجزء المقترن بين تصرف عنصر موحد مثالي ذو مقطع عرضي متماثل إجمالًا والتصرف المشترك لأجزاء المكونات المستقلة. من المزايا الأخرى للازدواج أنه يعزز جساءة الانحناء الكلية بشكل غير متناسب مع صلابة جساءة القص، ما يؤدي إلى تشوه أقل بفعل القص. 